# ويست يونايتي (أوهايو)
ويست يونايتي، أوهايو

ويست يونايتي (بالإنجليزية: West Unity)‏ هي مدينة أمريكية تقع في ولاية أوهايو. تبلغ مساحة هذه المدينة 2.7 (كم²)،ويبلغ عدد سكانها 1790 نسمة حسب إحصاء سنة 2010 م 1790.تشير إحصاءات سنة 2000م بأن الكثافة السكانية في هذه المدينة تقدر بـ(671) نسمة/كم2 

## التركيبة السكانية
قام مكتب تعداد الولايات المتحدة بتحديد بيانات التركيبة السكانية لويست يونايتي في تعداد الولايات المتحدة. في ما يلي، التركيبة السكانية حسب تعدادي 2000 و2010.

### تعداد عام 2000
بلغ عدد سكان ويست يونايتي 1,790 نسمة بحسب تعداد عام 2000، وبلغ عدد الأسر 733 أسرة وعدد العائلات 477 عائلة مقيمة في القرية. في حين سجلت الكثافة السكانية 1,732.9 نسمة لكل ميل مربع (669.1/كم2). وبلغ عدد الوحدات السكنية 763 وحدة بمتوسط كثافة قدره 738.7 نسمة لكل ميل مربع (285.2/كم2).
وتوزع التركيب العرقي للقرية بنسبة 97.21% من البيض و 0.45% من الأمريكيين الأصليين و 0.22% من الأمريكيين ذوي الأصول الآسيوية و 0.39% من الأمريكيين الأفارقة و 0.84% من عرقين مختلطين أو أكثر.
بلغ عدد الأسر 733 أسرة كانت نسبة 34.1% منها لديها أطفال تحت سن الثامنة عشر تعيش معهم، وبلغت نسبة الأزواج القاطنين مع بعضهم البعض 51.2% من أصل المجموع الكلي للأسر، ونسبة 10.4% من الأسر كان لديها معيلات من الإناث دون وجود شريك، وكانت نسبة 34.8% من غير العائلات. تألفت نسبة 30.8% من أصل جميع الأسر من أفراد ونسبة 13.0% كانوا يعيش معهم شخص وحيد يبلغ من العمر 65 عاماً فما فوق. وبلغ متوسط حجم الأسرة المعيشية 3.04، أما متوسط حجم العائلات فبلغ 2.43.
بلغ العمر الوسطي للسكان 34 عاماً. وكانت نسبة 28.6% من القاطنين تحت سن الثامنة عشر، وكانت نسبة 10.2% بين الثامنة عشر والأربعة وعشرون عاماً، ونسبة 28.8% كانت واقعةً في الفئة العمرية ما بين الخامسة والعشرون حتى والأربعة وأربعون عاماً، ونسبة 19.2% كانت ما بين الخامسة والأربعون حتى الرابعة والستون، ونسبة 13.2% كانت ضمن فئة الخامسة والستون عاماً فما فوق. يوجد لكل 100 أنثى 95.4 ذكر، ويوجد لكل 100 أنثى في الثامنة عشر من عمرها فما فوق 90.7 ذكر.
بلغ متوسط دخل الأسرة في القرية 35,250 دولار، أما متوسط دخل العائلة فبلغ 42,455 دولار. وكان متوسط دخل الذكور 31,934 دولار مقابل 21,058 دولار للإناث. وسجل دخل الفرد الخاص بالقرية 16,950 دولار. وكانت نسبة 6.2% من العائلات ونسبة 8.0% من السكان تحت خط الفقر، وكان من هؤلاء نسبة 10.7% تحت سن الثامنة عشر ونسبة 8.2% في الخامسة والستين من العمر وما فوق.

### تعداد عام 2010
بلغ عدد سكان ويست يونايتي 1,671 نسمة بحسب تعداد عام 2010، وبلغ عدد الأسر 699 أسرة وعدد العائلات 447 عائلة مقيمة في القرية. في حين سجلت الكثافة السكانية 1,428.2 نسمة لكل ميل مربع (551.4/كم2). وبلغ عدد الوحدات السكنية 798 وحدة بمتوسط كثافة قدره 682.1 لكل ميل مربع (263.4/كم2).
وتوزع التركيب العرقي للقرية بنسبة 95.9% من البيض و 0.2% من الأمريكيين الأصليين و 0.6% من الأمريكيين ذوي الأصول الآسيوية و 0.5% من الأمريكيين الأفارقة و 1.4% من عرقين مختلطين أو أكثر.
بلغ عدد الأسر 699 أسرة كانت نسبة 34.3% منها لديها أطفال تحت سن الثامنة عشر تعيش معهم، وبلغت نسبة الأزواج القاطنين مع بعضهم البعض 48.1% من أصل المجموع الكلي للأسر، ونسبة 12.0% من الأسر كان لديها معيلات من الإناث دون وجود شريك، بينما كانت نسبة 3.9% من الأسر لديها معيلون من الذكور دون وجود شريكة وكانت نسبة 36.1% من غير العائلات. تألفت نسبة 32.0% من أصل جميع الأسر من أفراد ونسبة 12.4% كانوا يعيش معهم شخص وحيد يبلغ من العمر 65 عاماً فما فوق. وبلغ متوسط حجم الأسرة المعيشية 3.00، أما متوسط حجم العائلات فبلغ 2.37.
بلغ العمر الوسطي للسكان 36.3 عاماً. وكانت نسبة 27% من القاطنين تحت سن الثامنة عشر، وكانت نسبة 8% بين الثامنة عشر والأربعة وعشرون عاماً، ونسبة 26.1% كانت واقعةً في الفئة العمرية ما بين الخامسة والعشرون حتى والأربعة وأربعون عاماً، ونسبة 26.1% كانت ما بين الخامسة والأربعون حتى الرابعة والستون، ونسبة 13% كانت ضمن فئة الخامسة والستون عاماً فما فوق. وتوزع التركيب الجنسي للسكان بنسبة 48.2% ذكور و51.8% إناث.

## الموقع الجغرافي
الموقع الجغرافي للمناطق المحيطة بهذه النقطة هو كالتالي: